# Theeb
Cet article possède des paronymes, voir Thébé et Thèbes.
Pour plus de détails, voir Fiche technique et Distribution.
Theeb (en arabe : ذيب) est un film dramatique jordanien coécrit et réalisé par Naji Abu Nowar, sorti en 2014,.
Le film a été présenté dans la section Orizzonti de la Mostra de Venise 2014 et Naji Abu Nowar y a reçu le prix de la meilleure réalisation,.
Le film est sélectionné comme entrée jordanienne pour l'Oscar du meilleur film en langue étrangère à la 88e cérémonie des Oscars qui a eu en 2016.

## Synopsis
Durant la Première Guerre mondiale, Theeb, un jeune bédouin, doit accompagner un soldat britannique et son guide à travers le désert.

## Fiche technique
- Titre : Theeb
- Titre original : ذيب
- Réalisation : Naji Abu Nowar
- Scénario : Naji Abu Nowar, Bassel Ghandour
- Musique : Jerry Lane
- Costumes : Jamila Aladdin
- Producteur : Bassel Ghandour
- Pays d’origine :  Jordanie  Émirats arabes unis  Qatar  Royaume-Uni
- Genre : Drame, aventure
- Dates de sortie :
  - Italie : 4 septembre 2014 (Mostra de Venise 2014)
  - Jordanie, Émirats arabes unis : 19 mars 2015
  - Belgique : 12 août 2015
  - Royaume-Uni : 14 août 2015
  - France : 23 novembre 2016

## Distribution
- Jacir Eid Al-Hwietat : Theeb
- Hussein Salameh Al-Sweilhiyeen : Hussein
- Hassan Mutlag Al-Maraiyeh : l'étranger
- Jack Fox : Edward

## Distinctions

### Récompenses
- Mostra de Venise 2014 : Prix Horizons du meilleur réalisateur

### Nominations
- Oscars du cinéma 2016 : meilleur film en langue étrangère
- BAFTA Awards 2016 :
  - Meilleur film en langue étrangère
  - Meilleur nouveau scénariste, réalisateur ou producteur britannique pour  Naji Abu Nowar (scénariste/réalisateur) et Rupert Lloyd (producteur)